# Associazione Calcio Femminile Giugliano Campania
La Associazione Calcio Femminile Giugliano Campania fue un club de fútbol femenino con sede en la ciudad de Giugliano in Campania (Nápoles), en Campania. Fue fundado en 1977 y desapareció en 1990. Jugaba de local en el Estadio Alberto De Cristofaro.

## Historia
Nació en 1977 como Sporting Club Giugliano, siendo llamado Sporting Club Dressy Giugliano por motivos de patrocinio. Se inscribió en la Serie C y, tras dos temporadas, ganó el campeonato y ascendió a la Serie B. Dos años después, en 1981, el club auriazul logró el ascenso a la Serie A. Permaneció en la máxima división italiana durante diez temporadas seguidas, consagrándose campeón de la liga en 1989 y ganando dos Copas Italia, también en 1989 y el año siguiente. En 1990, pese a los éxitos, el club no se inscribió en la Serie A y desapareció. En sus filas jugaron futbolistas de nivel como Antonella Carta, Viola Langella, Ernesta Venuto o la española Conchi Sánchez.

## Estadio
El equipo disputaba sus partidos de local en el Estadio Alberto De Cristofaro de Giugliano in Campania, con capacidad para 12.000 espectadores, que fue demolido y reconstruido en otro sitio en 2000.

## Palmarés

### Torneos nacionales
- Serie A (1):

1988-89
- Copa Italia (2):

1988-89, 1989-90